# Le Sappey
Le Sappey ist eine französische Gemeinde im Département Haute-Savoie in der Region Auvergne-Rhône-Alpes.

## Geographie
Le Sappey liegt auf 901 m, etwa 20 Kilometer nördlich der Stadt Annecy (Luftlinie). Die Streusiedlungsgemeinde erstreckt sich an aussichtsreicher Lage am Südosthang des Salève, über dem Usses-Tal am Rand des Hochplateaus von Bornes.
Die Fläche des 13,72 km² großen Gemeindegebiets umfasst einen Abschnitt im Bereich des Mont Salève. Die östliche Grenze verläuft entlang dem Usses, einem linken Seitenfluss der Rhone. Dieses Gewässer fließt in einem breiten Tal nach Südwesten, parallel zum Kamm des Salève. Von der Talniederung erstreckt sich der Gemeindeboden nach Westen über den relativ sanft geneigten Hang von Le Sappey, an den sich der dicht bewaldete Steilhang des Salève anschließt. Die nordwestliche Grenze liegt auf dem breiten Kamm des Salève. In der Nähe der Kuppe des Grand Piton wird mit 1340 m die höchste Erhebung von Le Sappey erreicht. Im äußersten Nordosten reicht das Gemeindeareal über einen Sattel bis an den Viaison, einen linken Zufluss der Arve.
Zu Le Sappey gehören neben dem eigentlichen Dorf auch die Weilersiedlungen Cornillon (740 m) im Usses-Tal, Clarnant (850 m) am Osthang des Salève und Chez Fauraz (824 m) im Quellgebiet des Viaison. Nachbargemeinden von Le Sappey sind Archamps und La Muraz im Norden, Arbusigny und Menthonnex-en-Bornes im Osten, Vovray-en-Bornes im Süden sowie Présilly und Beaumont im Westen.

## Geschichte
Le Sappey wird im 15. Jahrhundert erstmals schriftlich erwähnt. Der Ortsname geht auf das spätlateinische Wort sapinus (Tanne) zurück.

## Sehenswürdigkeiten
Die Dorfkirche im neuromanischen Stil stammt in ihrer heutigen Gestalt aus dem 19. Jahrhundert. Am Usses befindet sich eine alte Mühle.

## Bevölkerung
| Jahr                       | 1962 | 1968 | 1975 | 1982 | 1990 | 1999 | 2005 |
| Einwohner                  | 238  | 218  | 190  | 172  | 284  | 333  | 378  |
| Quellen: Cassini und INSEE |      |      |      |      |      |      |      |

Mit 463 Einwohnern (Stand 1. Januar 2022) gehört Le Sappey zu den kleinen Gemeinden des Département Haute-Savoie. In der ersten Hälfte des 20. Jahrhunderts nahm die Bevölkerungszahl kontinuierlich ab (1901 zählte Le Sappey noch 506 Einwohner). Seit Beginn der 1980er Jahre wurde jedoch wieder eine deutliche Bevölkerungszunahme verzeichnet.

## Wirtschaft und Infrastruktur
Le Sappey ist noch heute ein vorwiegend durch die Landwirtschaft geprägtes Dorf. Daneben gibt es einige Betriebe des lokalen Kleingewerbes. Einige Erwerbstätige sind Wegpendler, die in den größeren Ortschaften der Umgebung, vor allem aber im Raum Genf-Annemasse und Annecy, ihrer Arbeit nachgehen.
Die Ortschaft liegt abseits der größeren Durchgangsstraßen etwas oberhalb einer Lokalstraße, die von Monnetier-Mornex entlang dem Südostfuss des Salève nach Cruseilles führt. Weitere Straßenverbindungen bestehen mit Arbusigny und Menthonnex-en-Bornes. Der nächste Anschluss an die Autobahn A41 befindet sich in einer Entfernung von rund 15 km.